# Goirle
Goirle este o comună și o localitate în provincia Brabantul de Nord, Țările de Jos.

## Localități
Goirle, Breehees, Riel.